# Orujo de Galicia
Orujo de Galicia (Denominación Específica) es el aguardiente obtenido por la destilación de los orujos fermentados, procedentes de la vinificación de uvas producidas en Galicia. 

## Historia
La Denominación Específica Orujo de Galicia es reconocida en 1989. El primer reglamento de la denominación específica Orujo de Galicia y de su consejo regulador es aprobado en 1993. El reglamento que actualmente está en vigor fue aprobado por la Junta de Galicia el 16 de enero de 2012 (orden del 3 de enero de 2012) en el que se recogen los cinco productos amparados: Aguardiente de Orujo , Aguardiente de Orujo Envejecido , Aguardiente de Hierbas, Licor de Hierbas  y Licor Café .

## Territorio
La Denominación Específica abarca todo el territorio de Galicia y todas la variedades de uva amparadas por las cinco denominaciones de origen de vino gallegas. El ente certificador tiene un total de 155 empresas inscritas, de las que 131 son productoras de orujo; 31 destiladoras; 38 elaboradoras/embotelladoras y 75 empresas comercializadoras. La producción ronda los 300.000 litros anuales.

## Consejo Regulador
El Consejo Regulador de las Indicaciones Geográficas de los Aguardientes y Licores Tradicionales de Galicia es el único órgano certificador de destilados de subproductos vinícolas existente en España. Este órgano avala la calidad y el origen del Aguardiente de Orujo.